# 75. Tony-gála
A 75. Tony-gála a 2021/2022-es szezon legjobb Broadway színházi alakításait értékelte. A díjátadót 2022. június 12-én tartották a New York-i Radio City Music Hallban, a műsor házigazdái Ariana DeBose, illetve az előműsorban Darren Criss és Julianne Hough voltak. A ceremóniát a CBS televízióadó és a Paramount+ streamingszolgáltató közvetítette élőben, a jelöltek listáját Adrienne Warren és Joshua Henry jelentette be 2022. május 29-én.

## Győztesek és jelöltek
A nyertesek félkövérrel jelölve.
| Legjobb színdarab ‡ | Legjobb musical ‡ |
| --- | --- |
| - The Lehman Trilogy - Clyde's - Hóhérok - Skeleton Crew - A jegyzőkönyv | - A Strange Loop - Girl from the North Country - MJ - Mr. Saturday Night - Paradise Square - Six |
| Legjobb színdarab újra a színpadon ‡ | Legjobb musical újra a színpadon ‡ |
| - Take Me Out - Amerikai bölény - For Colored Girls Who Have Considered Suicide / When the Rainbow Is Enuf - How I Learned to Drive - Trouble in Mind | - Company - Caroline, or Change - A muzsikus |
| Legjobb férfi főszereplő színdarabban | Legjobb női főszereplő színdarabban |
| - Simon Russell Beale – The Lehman Trilogy (Henry Lehman) - Adam Godley – The Lehman Trilogy (Mayer Lehman) - Adrian Lester – The Lehman Trilogy (Emanuel Lehman) - David Morse – How I Learned to Drive (Peck) - Sam Rockwell – Amerikai bölény (Teach) - Ruben Santiago-Hudson – Lackawanna Blues (További szereplők) - David Threlfall – Hóhérok (Harry Wade) | - Deirdre O'Connell – Dana H. (Dana H.) - Gabby Beans – The Skin of Our Teeth (Sabina) - LaChanze – Trouble in Mind (Wiletta Mayer) - Ruth Negga – Macbeth (Lady Macbeth) - Mary-Louise Parker – How I Learned to Drive (Li'l Bit) |
| Legjobb férfi főszereplő musicalben | Legjobb női főszereplő musicalben |
| - Myles Frost – MJ (MJ) - Billy Crystal – Mr. Saturday Night (Buddy Young Jr.) - Hugh Jackman – A muzsikus (Harold Hill) - Rob McClure – Mrs. Doubtfire (Daniel Hillard / Euphegenia Doubtfire) - Jaquel Spivey – A Strange Loop (Usher) | - Joaquina Kalukango – Paradise Square (Nelly O'Brien) - Sharon D. Clarke – Caroline, or Change (Caroline Thibodeaux) - Carmen Cusack – Flying Over Sunset (Clare Boothe Luce) - Sutton Foster – A muzsikus (Marian Paroo) - Mare Winningham – Girl from the North Country (Elizabeth Laine)                                             |
| Legjobb férfi mellékszereplő színdarabban | Legjobb női mellékszereplő színdarabban |
| - Jesse Tyler Ferguson – Take Me Out (Mason Marzac) - Alfie Allen – Hóhérok (Mooney) - Chuck Cooper – Trouble in Mind (Sheldon Forrester) - Ron Cephas Jones – Clyde's (Montrellous) - Michael Oberholtzer – Take Me Out (Shane Mungitt) - Jesse Williams – Take Me Out (Darren Lemming)                                                                         | - Phylicia Rashad – Skeleton Crew (Faye) - Uzo Aduba – Clyde's (Clyde) - Rachel Dratch – POTUS (Stephanie) - Kenita R. Miller – For Colored Girls Who Have Considered Suicide / When the Rainbow Is Enuf (Vörös ruhás nő) - Julie White – POTUS (Harriet) - Kara Young – Clyde's (Letitia)                                               |
| Legjobb férfi mellékszereplő musicalben | Legjobb női mellékszereplő musicalben |
| - Matt Doyle – Company (Jamie) - Sidney DuPont – Paradise Square (Washington Henry) - Jared Grimes – Funny Girl (Eddie Ryan) - John-Andrew Morrison – A Strange Loop (Thought 4) - A. J. Shively – Paradise Square (Owen Duignan) | - Patti LuPone – Company (Joanne) - Jeannette Bayardelle – Girl from the North Country (Mrs. Neilsen) - Shoshana Bean – Mr. Saturday Night (Susan Young) - Jayne Houdyshell – A muzsikus (Eulalie McKechnie Shinn) - L Morgan Lee – A Strange Loop (Thought 1) - Jennifer Simard – Company (Sarah)                                       |
| Legjobb színdarabrendező | Legjobb musicalrendező |
| - Sam Mendes – The Lehman Trilogy - Lileana Blain-Cruz – The Skin of Our Teeth - Camille A. Brown – For Colored Girls Who Have Considered Suicide / When the Rainbow Is Enuf - Neil Pepe – Amerikai bölény - Les Waters – Dana H. | - Marianne Elliott – Company - Jamie Armitage, Lucy Moss – Six - Stephen Brackett – A Strange Loop - Conor McPherson – Girl from the North Country - Christopher Wheeldon – MJ |
| Legjobb szövegkönyv musicalben | Legjobb eredeti zene |
| - A Strange Loop – Michael R. Jackson - Girl from the North Country – Conor McPherson - MJ – Lynn Nottage - Mr. Saturday Night – Billy Crystal, Lowell Ganz, Babaloo Mandel - Paradise Square – Christina Anderson, Larry Kirwan, Craig Lucas | - Six – Toby Marlow, Lucy Moss (zene és dalszöveg) - A Strange Loop – Michael R. Jackson (zene és dalszöveg) - Flying Over Sunset – Tom Kitt (zene), Michael Korie (dalszöveg) - Mr. Saturday Night – Jason Robert Brown (zene), Amanda Green (dalszöveg) - Paradise Square – Masi Asare, Nathan Tysen (dalszöveg), Jason Howland (zene) |
| Legjobb díszlettervezés színdarabban | Legjobb díszlettervezés musicalben |
| - Es Devlin – The Lehman Trilogy - Beowulf Boritt – POTUS - Michael Carnahan, Nicholas Hussong – Skeleton Crew - Anna Fleischle – Hóhérok - Scott Pask – Amerikai bölény - Adam Rigg – The Skin of Our Teeth | - Bunny Christie – Company - Beowulf Boritt, 59 Productions – Flying Over Sunset - Arnulfo Maldonado – A Strange Loop - Derek McLane, Peter Nigrini – MJ - Allen Moyer – Paradise Square |
| Legjobb jelmeztervezés színdarabban | Legjobb jelmeztervezés musicalben |
| - Montana Levi Blanco – The Skin of Our Teeth - Sarafina Bush – For Colored Girls Who Have Considered Suicide / When the Rainbow Is Enuf - Emilio Sosa – Trouble in Mind - Jane Greenwood – Hotel Plaza - Jennifer Moeller – Clyde's | - Gabriella Slade – Six - Fly Davis – Caroline, or Change - Toni-Leslie James – Paradise Square - William Ivey Long – Diana: A musical - Santo Loquasto – A muzsikus - Paul Tazewell – MJ |
| Legjobb látványtervezés színdarabban | Legjobb látványtervezés musicalben |
| - Jon Clark – The Lehman Trilogy - Joshua Carr – Hóhérok - Jiyoun Chang – For Colored Girls Who Have Considered Suicide / When the Rainbow Is Enuf - Jane Cox – Macbeth - Yi Zhao – The Skin of Our Teeth | - Natasha Katz – MJ - Neil Austin – Company - Tim Deiling – Six - Donald Holder – Paradise Square - Bradley King – Flying Over Sunset - Jen Schriever – A Strange Loop |
| Legjobb hangkeverés színdarabban | Legjobb hangkeverés musicalben |
| - Mikhail Fiksel – Dana H. - Dominic Bilkey, Nick Powell – The Lehman Trilogy - Justin Ellington – For Colored Girls Who Have Considered Suicide / When the Rainbow Is Enuf - Palmer Hefferan – The Skin of Our Teeth - Mikaal Sulaiman – Macbeth | - Gareth Owen – MJ - Simon Baker – Girl from the North Country - Paul Gatehouse – Six - Ian Dickinson for Autograph – Company - Drew Levy – A Strange Loop |
| Legjobb koreográfia | Legjobb zenekar |
| - Christopher Wheeldon – MJ - Camille A. Brown – For Colored Girls Who Have Considered Suicide / When the Rainbow Is Enuf - Warren Carlyle – A muzsikus - Carrie-Anne Ingrouille – Six - Bill T. Jones – Paradise Square | - Simon Hale – Girl from the North Country - David Cullen – Company - Tom Curran – Six - David Holcenberg, Jason Michael Webb – MJ - Charlie Rosen – A Strange Loop |

‡ A darabnak járó díjat annak producerei vették át.

### Különdíjak
- A legjobb körzeti színház: Court Theatre
- Színházi életműdíj: Angela Lansbury
- Isabelle Stevenson-díj: Robert E. Wankel
- Tiszteletbeli Tony-díj kiválló színházi teljesítményért: Asian American Performers Action Coalition, Broadway for All, Emily Grishman, Feinstein's/54 Below, United Scenic Artists
- Tony-különdíj: James C. Nicola

## Előadott számok
Act One:
- "Set the Stage" – Darren Criss, Julianne Hough
- "Mame" – New York City Gay Men's Chorus

Main Show:
- "This Is Your Round of Applause" – Ariana DeBose
- "Seventy-Six Trombones" – A muzsikus
- "Smooth Criminal" – MJ
- "Stick Around" / "Buddy's First Act" – Mr. Saturday Night
- "Company" – Company
- "Like a Rolling Stone" / "Pressing On" – Girl from the North Country
- "Children Will Listen" – Bernadette Peters
- "Intermission Song" / "Today" – A Strange Loop
- "Touch Me" – Tavaszébredés
- "Paradise Square" / "Let It Burn" – Paradise Square
- "On the Street Where You Live" – Billy Porter
- "Ex-Wives" / "Six" – Six
- "This Is Your Round of Applause" (újrázás) – Ariana DeBose[6]

## Műsorvezetők
A gálán az alábbi műsorvezetők működtek közre:
- Vanessa Hudgens
- Judith Light
- Wilson Cruz
- Jeremy Pope
- Len Cariou
- George Takei
- Gaten Matarazzo
- Bebe Neuwirth
- Jessica Chastain
- Colman Domingo
- Patrick Wilson
- Kelli O'Hara
- Ruthie Ann Miles
- Prince Jackson
- Paris Jackson
- Josh Lucas
- Sarah Paulson
- Sarah Silverman
- Skylar Astin
- Marcia Gay Harden
- Patina Miller
- Lilli Cooper
- Julia Schick
- LaTanya Richardson Jackson
- Samuel L. Jackson
- Anthony Edwards
- Utkarsh Ambudkar
- Raúl Esparza
- Lin-Manuel Miranda
- Darren Criss
- Julianne Hough
- Renée Elise Goldsberry
- Phillipa Soo
- Jennifer Hudson
- RuPaul Charles
- Telly Leung
- Zach Braff
- Lea Michele
- Andrew Garfield
- Nathan Lane
- David Alan Grier
- Tony Goldwyn
- Bryan Cranston
- Tony Shalhoub
- Danny Burstein
- Laurence Fishburne
- Adrienne Warren
- Aaron Tveit
- Danielle Brooks
- Cynthia Erivo
- Bowen Yang
- Chita Rivera

## Fordítás
- Ez a szócikk részben vagy egészben  a(z)   75th Tony Awards című angol Wikipédia-szócikk fordításán alapul.  Az eredeti cikk szerkesztőit annak laptörténete sorolja fel. Ez a jelzés csupán a megfogalmazás eredetét és a szerzői jogokat jelzi, nem szolgál a cikkben szereplő információk forrásmegjelöléseként.